# 稲荷塚古墳 (甲府市)
座標: 北緯35度35分26.4秒 東経138度32分54.2秒 / 北緯35.590667度 東経138.548389度
稲荷塚古墳（いなりづかこふん）は、山梨県甲府市下向山町にある古墳。古墳時代後期にあたる6世紀後半の円墳。出土遺物は山梨県指定有形文化財。

## 立地と歴史的景観
所在する甲府市下向山は甲府盆地南西縁に位置する。盆地南部に展開する曽根丘陵の支丘である東山北側斜面に立地する。周辺には上の平遺跡をはじめ東山北遺跡、甲斐銚子塚古墳・丸山塚古墳、大丸山古墳、東山南遺跡など、弥生時代後期の遺跡から前期古墳が分布しており、東山古墳群と総称されている。
東山地域をはじめ曽根丘陵は旧石器時代からの考古遺跡が数多く分布している。古墳前期には東海地方経由の古墳文化が流入し、4世紀後半にはヤマト王権の影響を受けた甲斐銚子塚古墳が出現し、甲府盆地の政治的中心地であった。
5世紀代には中道勢力が衰退し、同時期には横穴式石室を持つ中小古墳の築造が盆地東部の八代地域（笛吹市八代町）や盆地西部など各地へ拡散した。6世紀代に甲斐国が成立すると、政治的中心は盆地北縁や東部へ移っている。中道地域では5世紀後半の馬具が出土しているかんかん塚古墳があるが、墳丘規模は徐々に縮小しており、6世紀前半に横穴式石室を持つ考古博物館構内古墳や稲荷塚古墳の存在があり、古墳後期にも有力豪族の存在が想定されている。

## 発掘調査と検出遺構・出土遺物
東山地域では甲斐銚子塚古墳の素材する曽根丘陵公園整備に伴う山梨県埋蔵文化財センターによる調査が1979年（昭和54年）から行われており、1986年（昭和62年）にはこの地域ではじめての後期古墳の調査例となった考古博物館構内古墳の発掘調査が実施された。稲荷塚古墳は埋文センターの末木健を中心に1987年7月13日から9月22日まで行われ、遺構や出土遺物が確認されている。
1号墳は直径20メートルの円墳で、南西に開口する横穴式石室をもつ。墳丘上部の盛土は削平され、石室の一部は崩壊し天井石が消失しており、葺石や埴輪等も見られない。一部には溝跡も確認されているが、墳丘に伴う周溝であるかは不明。
出土遺物は石室内部の出入口部や敷石上から出土し、土師器や須恵器、県内ではじめての出土例となった銀象嵌（ぎんぞうがん）装飾円頭大刀や刀子、刀装具、甲冑小札類、鉄鏃、馬具などの鉄製品、玉類や金環などの装身具、銅椀などの副葬品が発見されているほか、平安時代の土師器や墨書土器も出土している。
また、発掘調査に際した測量調査で2号墳、3号墳の存在が確認されている。1号墳北側に位置する3号墳は墳丘ではない盛土であると確認されており、墳丘の関係は不明であるが近世の五輪塔（空風輪）が出土している。1号墳南東に接している2号墳は古墳中期の東山南遺跡に属すると考えられているが、開墾による削平を受けており、鉄片や須恵器片などわずかな遺物が確認されている。また、縄文時代の石器や弥生土器、土製品なども出土している。
出土した須恵器や銀象嵌装大刀、馬具などの編年から稲荷塚古墳の築造は6世紀後半で、7世紀代までの追葬が推定されておいる。銀象嵌装大刀や銅椀、武具の発見は古墳後期における中道地域に有力豪族が存在していたことを示すものとなった。
調査後は埋め戻され、史跡指定・整備は行われていない。出土遺物のうち銀象嵌装大刀と銅椀は保存処理が施され、調査資料・写真類とともには山梨県埋蔵文化財センターで所蔵され、一部は山梨県立考古博物館で展示されている。
2002年（平成14年）7月4日には190点が「稲荷塚古墳出土銅鋺・象嵌大刀等出土品一括」として県指定文化財（考古資料）に指定される。